# Perissolestes magdalenae
Perissolestes magdalenae – gatunek ważki z rodziny Perilestidae. Występuje na terenie Ameryki Południowej i Ameryki Środkowej.